# Distrito Escolar Independiente de Fort Worth
El Distrito Escolar Independiente de Fort Worth (Fort Worth Independent School District en inglés) es un distrito escolar del estado de Texas, Estados Unidos. Su sede está en el 100 North University Drive, en Fort Worth. Gestiona escuelas en Fort Worth, Benbrook y Forest Hill.

## Escuelas

### Escuelas Secundarias
- Amon Carter-Riverside High School (Fort Worth)
- Arlington Heights High School (Fort Worth)
- Diamond Hill-Jarvis High School (Fort Worth)
- Paul Laurence Dunbar High School (Fort Worth)
- Eastern Hills High School (Fort Worth)
- North Side High School (Fort Worth)
- R. L. Paschal High School (Fort Worth)
- Polytechnic High School (Fort Worth)
- South Hills High School (Fort Worth)
- Southwest High School (Fort Worth)
- Western Hills High School (Benbrook)
- O. D. Wyatt High School (Fort Worth)

Alternative
- Green B. Trimble Technical High School (Fort Worth)
- J.J.A.E.P Juvenile Justice Alternative Education Program (Fort Worth)
- Lena Pope home (Fort Worth)
- Boulevard Heights (Fort Worth)
- Middle Level Learning Center (Fort Worth)
- Success High School (Fort Worth)
- Horizons Alternative School (Fort Worth)
- Jo Kelly School (Fort Worth)
- Metro Opportunity School (Fort Worth)

### Escuelas Medias
- Applied Learning Academy
- Como Montessori School
- Daggett Middle School
- Dunbar Middle School y Dunbar 6th Grade School
- Horizons Alternative Middle School
- J.P. Elder Middle School
- Forest Oak Middle School
- Glencrest 6th Grade School
- Handley Middle School
- William James Middle School
- Kirkpatrick Middle School
- Leonard Middle School y Leonard 6th Grade School
- W.P. McLean Middle School y McLean 6th Grade School
- W.A. Meacham Middle School
- Meadowbrook Middle School
- William Monnig Middle School
- Morningside Middle School
- Riverside Middle School
- Rosemont Middle School y Rosemont 6th Grade School
- W. C. Stripling Middle School
- Wedgwood Middle School y Wedgwood 6th Grade School

### Escuelas Primarias
- Harlean Beal Elementary School (Forest Hill)
- Benbrook Elementary School (Benbrook)
- Bonnie Brae Elementary School
- Edward J. Briscoe Elementary School
- Burton Hill Elementary School
- Carroll Peak Elementary School
- Carter Park Elementary School
- Cesar Chavez Primary School
- George C. Clarke Elementary School
- Lily B. Clayton Elementary School
- Como Elementary School
- Alice D. Contreras Elementary School
- E.M. Daggett Elementary School
- Clifford Davis Elementary School
- De Zavala Elementary School
- Diamond Hill Elementary School
- S.S. Dillow Elementary School
- East Handley Elementary School
- Eastern Hills Elementary School
- Bill J. Elliott Elementary School
- M.G. Ellis Primary School
- Glen Park Elementary School
- W.M. Green Elementary School
- Greenbriar Elementary School
- H.V. Helbing Elementary School
- Natha Howell Elementary School
- Hubbard Heights Elementary School
- Dolores Huerta Elementary School
- Manuel Jara Elementary School
- M.L. Kirkpatrick Elementary School
- Maude I. Logan Elementary School
- Lowery Road Elementary School
- Atwood McDonald Elementary School
- D. McRae Elementary School
- Meadowbrook Elementary School
- Rufino Mendoza Elementary School
- Luella Merrett Elementary School
- Mitchell Boulevard Elementary School
- M.H. Moore Elementary School
- Morningside Elementary School
- Christene C. Moss Elementary School
- Charles Nash Elementary School
- North Hi Mount Elementary School
- Oakhurst Elementary School
- Oaklawn Elementary School
- A.M. Pate Elementary School
- Mary Louise Phillips Elementary School
- Ridglea Hills Elementary School
- Sam Rosen Elementary School
- Sagamore Hill Elementary School
- David K. Sellars Elementary School (Forest Hill)
- Seminary Hills Park Elementary School
- Bruce Shulkey Elementary School
- T.A. Sims Elementary School
- South Hi Mount Elementary School
- South Hills Elementary School
- Springdale Elementary School
- J.T. Stevens Elementary School
- Sunrise-McMillian Elementary School
- Tanglewood Elementary School
- I.M. Terrell Elementary School
- W.J. Turner Elementary School
- Van Zandt-Guinn Elementary School
- Maudrie M. Walton Elementary School
- Washington Heights Elementary School
- Waverly Park Elementary School
- West Handley Elementary School
- Westcliff Elementary School
- Westcreek Elementary School
- Western Hills Elementary School
- Western Hills Primary School
- Westpark Elementary School (Benbrook)
- Versia L. Williams Elementary School
- Richard J. Wilson Elementary School
- Woodway Elementary School
- Worth Heights Elementary School